# Ditrik IV. Holandski
Dirk IV. Holandski tudi Ditrik IV. (*10?? – †13. januar 1049) je bil frizijski grof (comes Fresonum). Leta 1039 je nasledil svojega očeta Dirka III. (Ditrika III.) kot grof Zahodne Frizije, nad območjem, ki bo kasneje poznano kot grofija Holandija. Njegovi nasprotiniki so ga blizu Dordrechta 13. januarja 1049 ubili iz zasede.

## Življenje
Dirk IV. je bil najstarejši sin Dirka III. (Ditrika III.) in Othilde iz Noordmarke. Nadaljeval je očetovo politiko širjenja oblasti, ki naj bi razširila grofijo proti vzhodu. Tako si je prisvojil območje jugovzhodno od Alphena , med Zwammerdamom in Bodegravenom. S tem je posegel v interese Bernolda , utrechtskega škofa in močnih južnonizozemskih samostanov in škofov.
To ga je pripeljalo v spor s cesarjem in cesarskimi škofi. Cesar Henrik III. Nemški se je zato osebno vojskoval proti njemu in leta 1046 prisilil Dirka IV., da se je odrekel ozemlju, ki ga je osvojil.
Kmalu po tem, ko je cesar zapustil regijo, je Dirk začel pleniti po knezo-škofijama Utrecht in Liège. Poleg tega se je povezal z Gotfridom Lotarinškim Bradatim, vojvodo Gornje Lorene (Lotaringije) ter grofi Flandrije in Hainauta. Temu je leta 1047 sledila druga kaznovalna ekspedicija, v kateri je cesar osvojil Vlaardingen in grofov grad v Rijnsburgu. Grad je bil popolnoma uničen. Med umikom pa je cesar utrpel velike izgube, zaradi česar so se tudi Dirkovi zavezniki odkrito uprli cesarju. Leta 1049 so škofje v Metzu, Liège in Utrechta napadli Dirka IV. iz zasede in ga ubili.

## Družina in nasledstvo
Dirk je bil ob smrti še mlad, neporočen in brez otrok. Nasledil ga je njegov brat Floris I.

## Galerija slik
- Kip Dirka IV. delo kiparja (Jana Haasa, 1979), Dordrecht
- V Dordrechtu je bil umorjen Dirk IV